# Kenny Acheson
Kenneth Henry Acheson, detto Kenny o anche Ken (Cookstown, 27 novembre 1957), è un ex pilota automobilistico britannico che ha gareggiato anche in Formula 1.

## Carriera
Figlio di Harry Acheson, a sua volta pilota amatoriale e titolare di una fornace, debuttò in Formula Ford nel 1976, a 18 anni, nel circuito di Kirkisdown. Alla guida dell'auto del padre, il nordirlandese non sfigurò e ottenne discreti risultati, tanto da spingere Harry Acheson ad acquistare per lui una Crosslé 32F, con cui si impose nel campionato di categoria FF1600 dell'Irlanda del Nord.
Trasferitosi in Inghilterra, riuscì a ottenere la sponsorizzazione della RMC, una società che produceva calcestruzzo, e ad assicurarsi il volante di una vettura della squadra Royale, in cui ebbe modo di collaborare con il giovane progettista Rory Byrne. Con la sua nuova squadra, Acheson partecipò a tre diversi campionato di Formula Ford britannica e li vinse tutti, imponendosi in 29 gare e venendo premiato con il Grovewood Award.
Nel 1979 effettuò il salto in Formula 3 acquistando come privato una vecchia Ralt RT1, ma la vettura si rivelò poco competitiva e dovette passare a una March 793 a stagione in corso. Pur senza un team ufficiale alle spalle riuscì comunque a farsi notare, vincendo tre gare extra-campionato e ottenendo prestazioni convincenti. Nel 1980 venne quindi assunto dalla Murray Taylor Racing. Nel corso della stagione lottò con il team di Ron Dennis e con il pilota Stefan Johansson. che riuscì infine a vincere il campionato all'ultima gara, anche grazie all'acquisto di una Ralt RT3 da parte del team.
Nel 1981 arrivò in Formula 2 e firmò un contratto con la Toleman, ma sul circuito francese di Pau fu vittima di un grave incidente e Acheson si ruppe entrambe le gambe perdendo diverse gare della stagione. Tornò per l'ultimo appuntamento a Mantorp Park, in cui chiuse terzo, salendo sul podio.
Nel 1982 passò alla Ralt-Honda, terminando il campionato al settimo posto con 12 punti.
Nel 1983 si trasferì alla Maurer, partecipando alle prime otto gare e terminando il campionato al decimo posto con 6 punti e nello stesso anno, alla guida di una RAM, fece il suo debutto su una Formula 1 riuscendo a qualificarsi soltanto una volta, in occasione del Gran Premio del Sudafrica 1983, terminando la gara al 12º posto. 
Rimasto senza un volante per il 1984, nel 1985 tornò in Formula 1 sempre con la RAM in sostituzione di Manfred Winkelhock, venendo iscritto a tre Gran Premi. Riuscì a qualificarsi sia in Austria sia in Italia, ma una volta terminati i soldi degli sponsor venne appiedato. Lo stesso anno debuttò in Formula Cart a Meadowlands.
Negli anni seguenti corse in Giappone con la Formula 3000, disputando anche una gara nel campionato intercontinentale nel 1986, il Gran Premio di Zeltweg con una March del team di Eddie Jordan e vinse il campionato giapponese delle vetture sport-prototipo del 1987.
Tornò in Europa nel 1988 con la Sauber-Mercedes. Finì secondo alla 24 Ore di Le Mans e vinse a Brands Hatch e Spa.
Nel 1996 ebbe un incidente a Daytona durante la 24 Ore che segnò la fine della sua carriera.

## Risultati in Formula 1
| 1983 | Scuderia | Vettura |  |  |  |  |  |  |  |  |    |    |    |    |    |    |    |  |  | Punti | Pos. |
| ---- | -------- | ------- |  |  |  |  |  |  |  |  | -- | -- | -- | -- | -- | -- | -- |  |  | ----- | ---- |
| 1983 | RAM      | 01      |  |  |  |  |  |  |  |  | NQ | NQ | NQ | NQ | NQ | NQ | 12 |  |  | 0     |      |

| 1985 | Scuderia | Vettura |  |  |  |  |  |  |  |  |  |     |    |     |  |  |  |  |  | Punti | Pos. |
| ---- | -------- | ------- |  |  |  |  |  |  |  |  |  | --- | -- | --- |  |  |  |  |  | ----- | ---- |
| 1985 | RAM      | 03      |  |  |  |  |  |  |  |  |  | Rit | NQ | Rit |  |  |  |  |  | 0     |      |

| Legenda | 1º posto     | 2º posto | 3º posto    | A punti         | Senza punti/Non class.  | Grassetto – Pole position Corsivo – Giro più veloce |
| Legenda | Squalificato | Ritirato | Non partito | Non qualificato | Solo prove/Terzo pilota | Grassetto – Pole position Corsivo – Giro più veloce |